# Hiroyuki Sawano
Hiroyuki Sawano (澤野 弘之?, Sawano Hiroyuki; Tokyo, 12 settembre 1980) è un compositore, musicista e pianista giapponese, noto per aver composto le colonne sonore di Kill la Kill e L'attacco dei giganti.
Attualmente viene rappresentato dalla Legendoor.

## Biografia
Sawano è nato a Tokyo, in Giappone. Ha iniziato a suonare il pianoforte alle elementari. All'età di 17 anni ha studiato composizione, arrangiamento, orchestrazione e pianoforte con Nobuchika Tsuboi.

## Discografia

### Album originali
| Titolo | Data           | Note                                                                                         |
| ------ | -------------- | -------------------------------------------------------------------------------------------- |
| musica | 15 luglio 2009 | Primo album originale. Tutte le musiche sono state composte e arrangiate da Hiroyuki Sawano. |

### Opere per videogiochi
| Titolo videogioco      | Anno | Ruolo                                                                     |
| ---------------------- | ---- | ------------------------------------------------------------------------- |
| 3594ε                  | 2014 | Compositore                                                               |
| Xenoblade Chronicles X | 2015 | Compositore                                                               |
| League of Legends      | 2019 | Compositore (traccia per il trailer del set skin "Starguardian" del 2019) |

### Opere per anime
| Titolo anime                                        | Anno      | Ruolo |
| --------------------------------------------------- | --------- | --- |
| Soul Link                                           | 2006      | Compositore |
| Yoake Mae Yori Ruriiro Na: Crescent Love            | 2006      | Compositore; compositore e arrangiatore della sigla d'apertura |
| Project Blue Earth SOS                              | 2006      | Creatore del video musicale promozionale |
| Kishin Taisen Gigantic Formula                      | 2007      | Compositore |
| ZOMBIE-LOAN                                         | 2007      | Compositore |
| Sengoku Basara                                      | 2009      | Compositore |
| Mobile Suit Gundam Unicorn                          | 2010      | Compositore; compositore, arrangiatore e autore dei testi della sesta colonna sonora                                                                                |
| Sengoku Basara II                                   | 2010      | Compositore |
| Ao no exorcist                                      | 2011      | Compositore |
| Sengoku Basara: The Last Party                      | 2011      | Compositore |
| Guilty Crown                                        | 2011      | Compositore |
| Ao no exorcist gekijōban                            | 2012      | Compositore |
| L'attacco dei giganti stagione 1                    | 2013      | Compositore |
| Kill la Kill                                        | 2013      | Compositore |
| Aldnoah.Zero                                        | 2014      | Compositore; compositore e arrangiatore della sigla di chiusura |
| The Seven Deadly Sins                               | 2014      | Compositore |
| Shingeki no Kyojin zenpen: guren no yumiya          | 2014      | Compositore; compositore e arrangiatore della sigla di chiusura |
| Aldnoah.Zero 2                                      | 2015      | Compositore; compositore e arrangiatore della sigla di apertura |
| Seraph of the End                                   | 2015      | Compositore; produttore musicale; compositore e arrangiatore delle sigle di apertura e chiusura (altre tracce di Takafumi Wada, Asami Tachibana & Megumi Shiraishi) |
| Shingeki no Kyojin kōhen: jiyū no tsubasa           | 2015      | Compositore |
| Seraph of the End - La battaglia decisiva di Nagoya | 2016      | Compositore; produttore musicale (altre tracce di Takafumi Wada, Asami Tachibana & Megumi Shiraishi)                                                                |
| Kōtetsujō no kabaneri                               | 2016      | Compositore; compositore e arrangiatore della sigla di chiusura |
| Mobile Suit Gundam Unicorn RE:0096                  | 2016      | Compositore; compositore delle sigle di apertura e chiusura |
| Nanatsu no taizai: seisen no shirushi               | 2016      | Compositore (altre tracce di Takafumi Wada) |
| Ao no exorcist: Kyōto fujō ō-hen                    | 2017      | Compositore (altre tracce di Kōta Yamamoto) |
| L'attacco dei giganti stagione 2                    | 2017      | Compositore |
| Re:Creators                                         | 2017      | Compositore |
| L'attacco dei giganti stagione 3                    | 2018-2019 | Compositore |
| L'attacco dei giganti stagione 4                    | 2020-2023 | Compositore (altre tracce di Kōta Yamamoto) |
| Solo Leveling                                       | 2023      | Compositore |
| Mecha Ude                                           | 2024      | Compositore |
| To Be Hero X                                        | 2025      | Compositore (altre tracce di artisti vari) |

### Opere per serie TV
| Programma TV                               | Anno | Ruolo                                                                     |
| ------------------------------------------ | ---- | ------------------------------------------------------------------------- |
| Ns' Aoi                                    | 2006 | Compositore (alcune tracce di Yuko Fukushima)                             |
| Team Medical Dragon                        | 2006 | Compositore (alcune tracce di Shin Kono)                                  |
| Taiyō no uta (A Song to the Sun)           | 2006 | Compositore                                                               |
| Tokyo Tower: Mom and Me, and Sometimes Dad | 2007 | Compositore (alcune tracce di Shin Kono)                                  |
| Kodoku no kake ~Itoshiki hito yo~          | 2007 | Compositore                                                               |
| Team Medical Dragon 2                      | 2007 | Compositore (alcune tracce di Toshiaki Matsumoto & Steve Vai)             |
| Binbō danshi (Bomb Bee Men)                | 2008 | Compositore                                                               |
| NHK Special: Miracle Body                  | 2008 | Compositore                                                               |
| 81diver                                    | 2008 | Compositore                                                               |
| Maou                                       | 2008 | Compositore                                                               |
| The Sunday NEXT                            | 2008 | Compositore e arrangiatore del tema principale                            |
| Prisoner                                   | 2008 | Compositore                                                               |
| Triangle                                   | 2009 | Compositore (alcune tracce di Yūki Hayashi, Hiromi Uehara & Kazumasa Oda) |
| Sunday Sports                              | 2009 | Compositore delle sigle d'apertura e chiusura                             |
| BOSS                                       | 2009 | Compositore (alcune tracce di Takafumi Wada & Yūki Hayashi)               |
| My Girl                                    | 2009 | Compositore (alcune tracce di Takafumi Wada)                              |
| Massugu na otoko                           | 2010 | Compositore (alcune tracce di Takafumi Wada)                              |
| Team Medical Dragon 3                      | 2010 | Compositore (alcune tracce di Shin Kono & Ai)                             |
| Marks no yama                              | 2010 | Compositore                                                               |
| BOSS 2nd Season                            | 2011 | Compositore (alcune tracce di Takafumi Wada & Yūki Hayashi)               |
| Marumo no okite                            | 2011 | Compositore (alcune tracce di Yutaka Yamada)                              |
| Suitei yūzai                               | 2012 | Compositore (alcune tracce di Takafumi Wada & Kengo Tokusashi)            |
| Itsuka hi no ataru basho de                | 2013 | Compositore (alcune tracce di Takafumi Wada & Kengo Tokusashi)            |
| Lady Joker                                 | 2013 | Compositore (alcune tracce di Shuichiro Fukuhiro)                         |
| LINK                                       | 2013 | Compositore (alcune tracce di Asami Tachibana)                            |
| Mare                                       | 2015 | Compositore                                                               |
| Thunderbolt Fantasy                        | 2016 | Compositore                                                               |
| Crisis                                     | 2017 | Compositore (alcune tracce di Kōta Yamamoto)                              |

### Opere per film
| Titolo film           | Anno | Ruolo |
| --------------------- | ---- | --- |
| Catch a Wave          | 2006 | Arrangiatore; compositore di una traccia in collaborazione con DEPAPEPE (arrangiata in collaborazione con DEPAPEPE e Taichi Nakamura) |
| Jigyaku no Uta (film) | 2007 | Compositore |
| Kage-Hinata ni Saku   | 2008 | Compositore |
| Higanjima             | 2010 | Compositore |
| Box!                  | 2010 | Compositore |
| Platina Data          | 2013 | Compositore |
| Promare               | 2019 | Compositore |